# Piskorzewo
Piskorzewo [piskɔˈʐɛvɔ] (deutsch Piskorzewen, 1904 bis 1945 Königsdorf) ist ein Ort in der polnischen Woiwodschaft Ermland-Masuren, der zur Gmina Pisz (Stadt- und Landgemeinde Johannisburg) im Powiat Piski (Kreis Johannisburg) gehört.

## Geographische Lage
Piskorzewo liegt am Flüsschen Rybnica im östlichen Süden der Woiwodschaft Ermland-Masuren, 14 Kilometer südlich der Kreisstadt Pisz (deutsch Johannisburg).

## Geschichte
Das vor 1785 Wondollek, nach 1871 Piskorzken und bis 1904 Piskorzewen genannte kleine Dorf wurde 1758 als Erbpachtdorf gegründet. Von 1874 bis 1945 war es in den Amtsbezirk Kullik (polnisch Kulik) eingegliedert.
Am 12. Oktober 1904 wurde Piskorzewen mit der Ortschaft Henriettental – zwischen 1905 und 1910 kam auch der vormalige Gutsbezirk Wondollek (1938 bis 1945 Wondollen, polnisch Wądołek) hinzu – in „Königsdorf“ umbenannt. 201 Einwohner waren im Jahr 1910 hier registriert, 1933 waren es bereits 287 und 1939 noch 275. 
1945 wurde Königsdorf in Kriegsfolge mit dem gesamten südlichen Ostpreußen an Polen überstellt und erhielt die polnische Namensform „Piskorzewo“. Heute ist es eine Ortschaft im Verbund der Stadt- und Landgemeinde Pisz (Johannisburg) im Powiat Piski (Kreis Johannisburg), bis 1998 der Woiwodschaft Suwałki, seither der Woiwodschaft Ermland-Masuren zugeordnet.

## Religionen
Bis 1945 war Piskorzewen in die evangelische Kirche Gehsen (polnisch Jeże) in der Kirchenprovinz Ostpreußen der Kirche der Altpreußischen Union sowie in die römisch-katholische Kirche Pisz im Bistum Ermland eingepfarrt.
Heute gehört Piskorzewo zur katholischen Pfarrei Jeże im Bistum Ełk der römisch-katholischen Kirche in Polen. Die evangelischen Einwohner halten sich zur Kirchengemeinde in der Kreisstadt Pisz in der Diözese Masuren der Evangelisch-Augsburgischen Kirche in Polen.

## Verkehr
Piskorzewo liegt westlich der polnischen Landesstraße 63 und ist über Jeże (Gehsen) zu erreichen. Innerorts endet ein Landweg vom Nachbarort Wądołek (Wondollek, 1938 bis 1945 Wondollen).